# Александар Миленковић Шуки
Александар Миленковић (рођен 22. децембра 1967. у Београду) је некадашњи професионални бициклиста и репрезентативац СР Југославије, Србије и Црне Горе и Србије. Најинтересантнији податак у његово биографији је да је једини човек на свету који је учествовао на три олимпијске игре, у три различита спорта. Уједно је и једини спортиста из Србије који је био део олимпијског тима и на зимским и на летњим олимпијским играма. Учествовао је као индивидуални учесник на летњим олимпијским играма у Барселони 1992. године, зимским олимпијским играма у Албервилу 1992. године и 2006. године у Торину. На локалним такмичењима десет пута првак СФРЈ и првак Србије више од десет пута у свим категоријама и дисциплинама. Данас ради на месту директора трке Кроз Србију. По образовању је виши спортски тренер. Брачни статус разведен, има двоје деце Милицу и Алексу.

## Резултати на олимпијским играма
| Игре        | Старост | Град      | Спорт             | Дисциплина                                | Репрезентација                  | Место         |
| ----------- | ------- | --------- | ----------------- | ----------------------------------------- | ------------------------------- | ------------- |
| 1992 летње  | 24      | Барселона | Бициклизам        | Друмска трка појединачно мушкарци         | Индивидуални учесник олимпијаде | 42            |
| 1992 летње  | 24      | Барселона | Бициклизам        | 100 километара екипни хронометар мушкарци | Индивидуални учесник олимпијаде | 18            |
| 1992 зимске | 24      | Албервил  | Нордијско скијање | 10 километара мушкарци                    | Југославија                     | 87            |
| 1992 зимске | 24      | Албервил  | Нордијско скијање | 10 километара мушкарци                    | Југославија                     | 87            |
| 1992 зимске | 24      | Албервил  | Нордијско скијање | 30 километара мушкарци                    | Југославија                     | 80            |
| 1992 зимске | 24      | Албервил  | Нордијско скијање | 50 километара мушкарци                    | Југославија                     | 65            |
| 1992 зимске | 24      | Албервил  | Нордијско скијање | 10/15 километара потера мушкарци          | Југославија                     | 75            |
| 2006 зимске | 38      | Торино    | Биатлон           | 10 км спринт                              | Србија и Црна Гора              | 85. / 88 (90) |
| 2006 зимске | 38      | Торино    | Биатлон           | 20 км појединачно                         | Србија и Црна Гора              | 85. / 88 (90) |
| 2006 зимске | 38      | Торино    | Скијашко трчање   | 50 км слободно                            | Србија и Црна Гора              | није завршио  |